# Логайде
Логайде (нім. Lohheide) — невключена територія в Німеччині, розташована в землі Нижня Саксонія. Територіально відноситься до району Целле.
Площа — 91,32 км2. Населення становить 757 ос. (станом на 31 грудня 2021).

## Історія
1935 року цю територію було відведено під тренувальні табори Вермахту, при цьому переселенню підлягали мешканці 24 поселень, що тут знаходилися. Відтоді територія використовувалася для військових потреб, спочатку Третього Рейху, а згодом ФРН. З 1958 року тут розміщується стрілецький полігон НАТО.

## Правовий статус
Логайде є однією з лише трьох населених територій в Німеччині, які мають статус невключеної території, тобто такої, що не відноситься до жодної з громад, а відтак має місцеве самоврядування з обмеженими повноваженнями. Згідно законодавства Нижньої Саксонії усі функції адміністрування невключених територій на теренах цієї федеральної землі виконуються її власником, яким у випадку Логайде є Федеральний уряд Німеччини, що використовує її для потреб збройних сил країни.

## Галерея

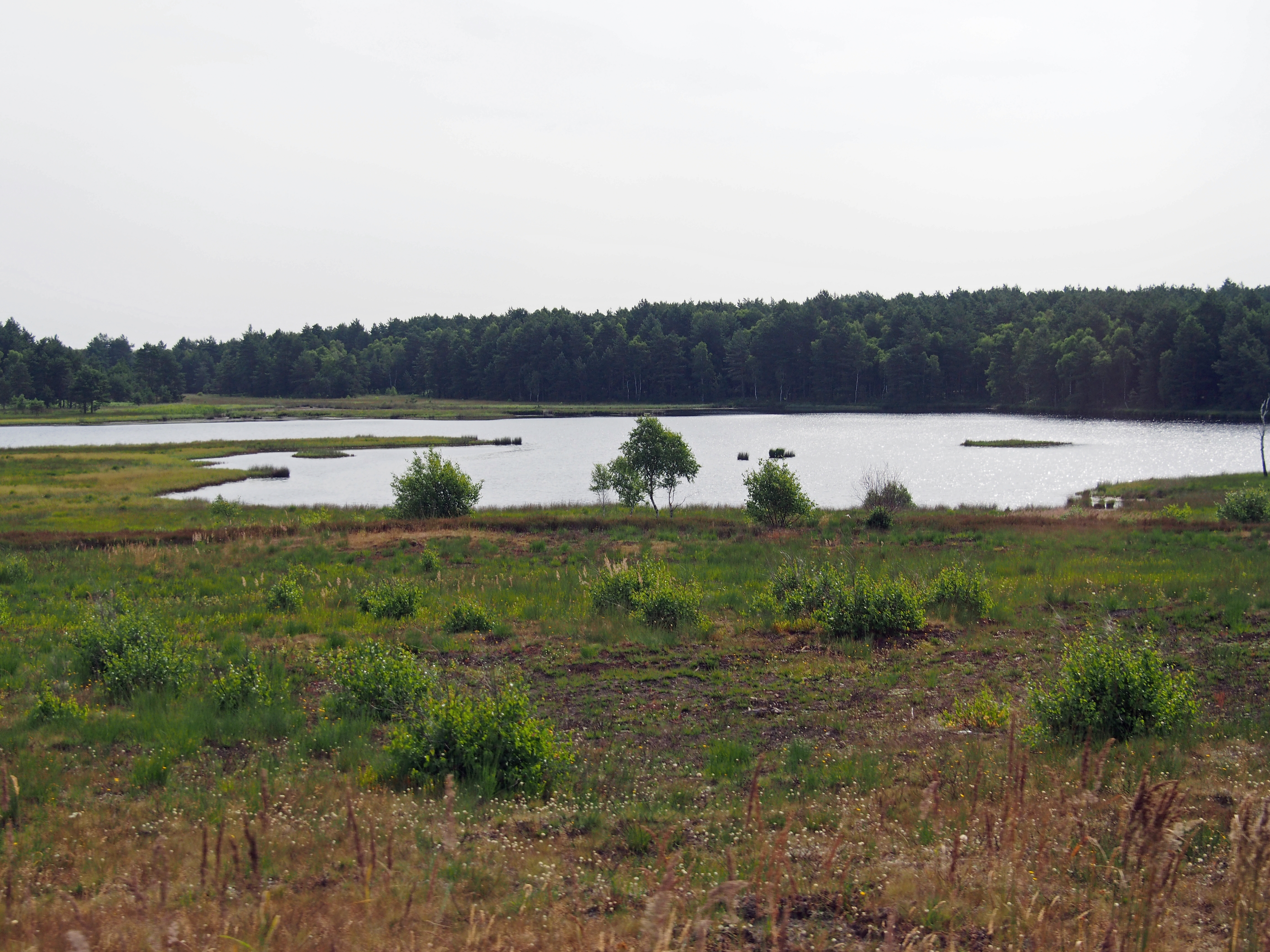
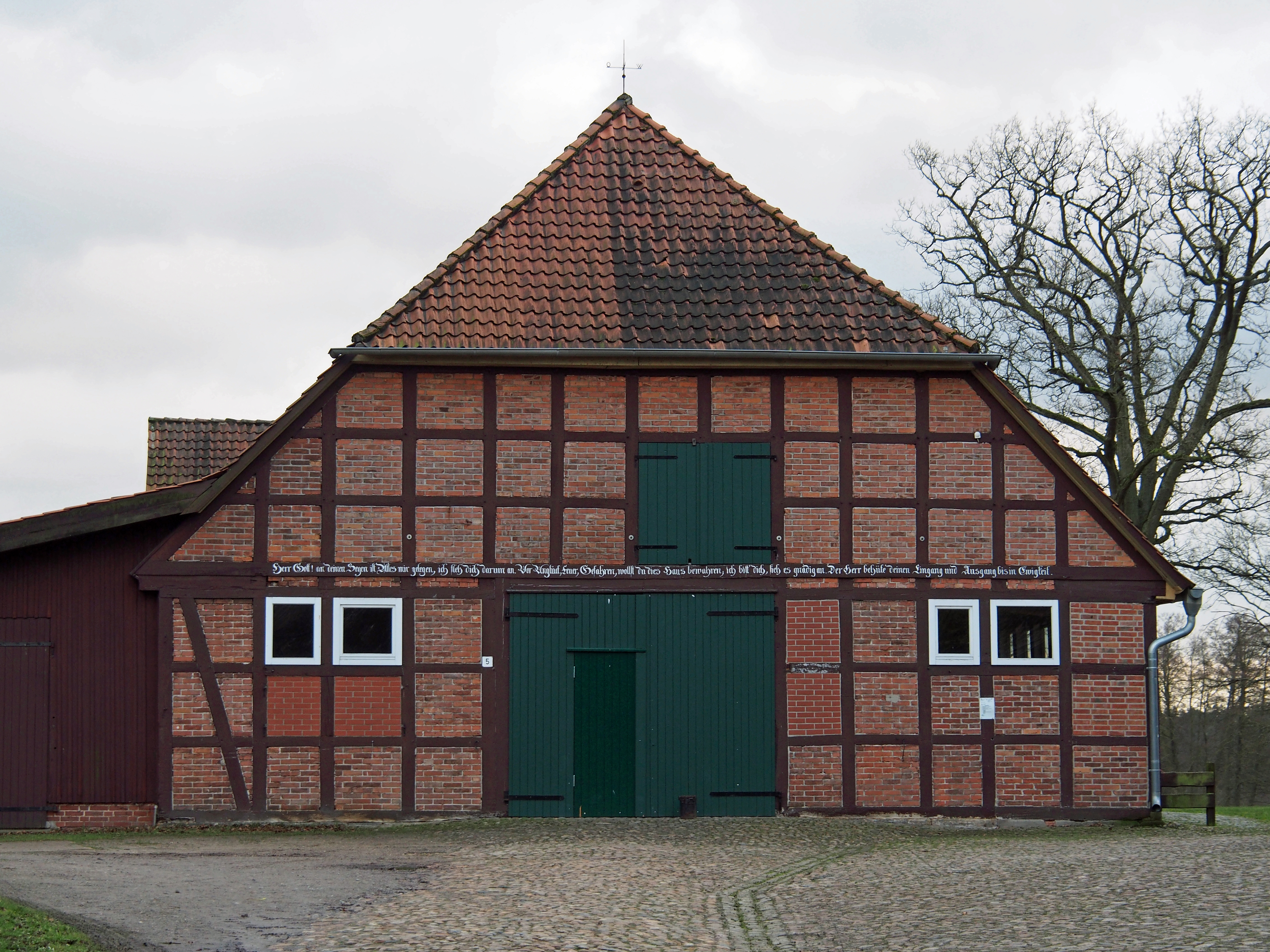
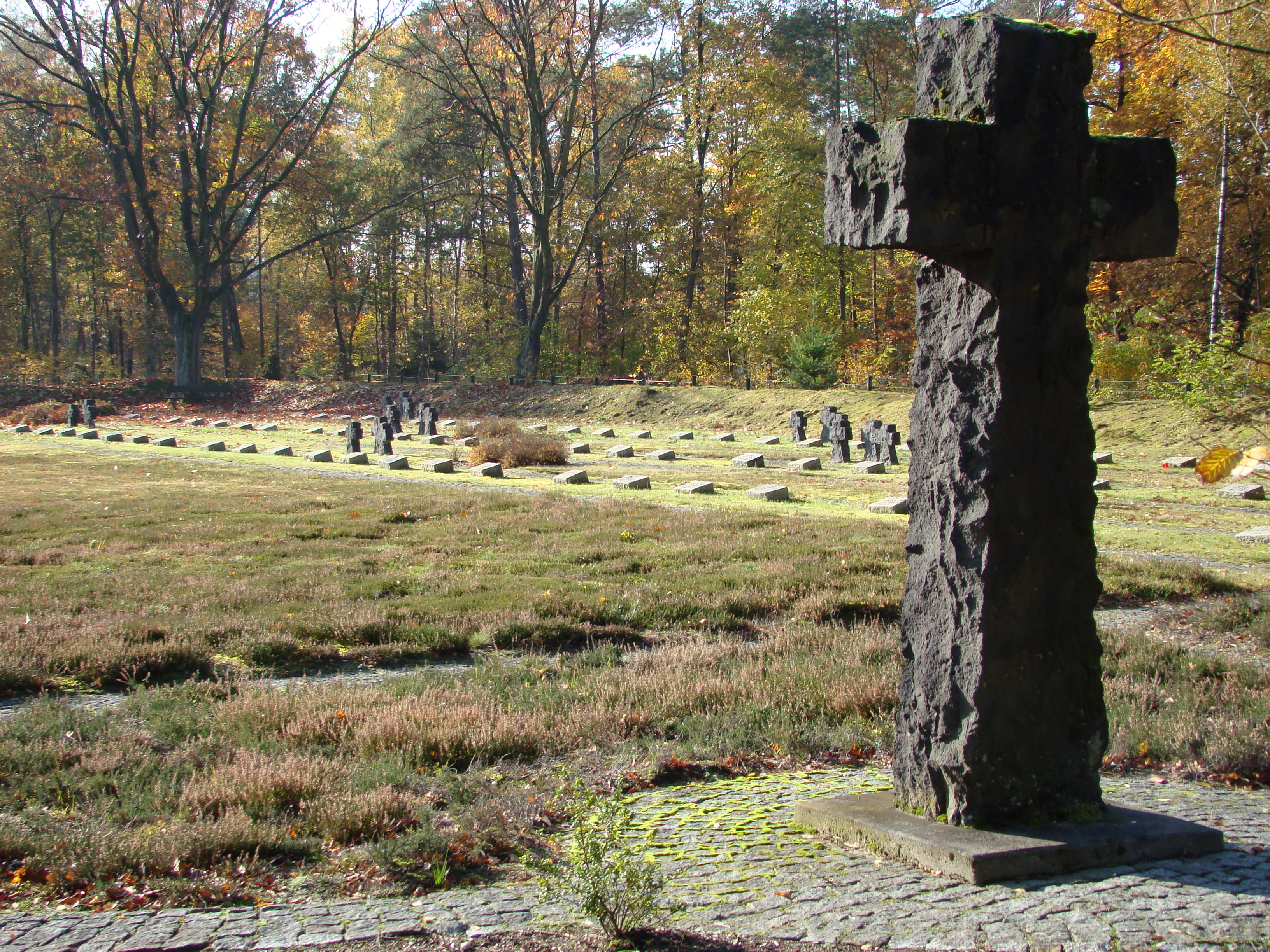